# Pool Espinoza
Pool Espinoza (San Vicente de Cañete, Lima, Perú) es un futbolista peruano. Juega de centrocampista y su equipo actual es Sport Victoria de la Liga 2 (Perú).

## Clubes
| Dorsal | Club           | País | Año         | Partidos | Goles |
| ------ | -------------- | ---- | ----------- | -------- | ----- |
| ?      | Unión Bujama   | Perú | 2009        | ?        | ?     |
| ?      | Corona         | Perú | 2010        | ?        | ?     |
| ?      | Sport Estrella | Perú | 2011        | ?        | ?     |
| 8      | Walter Ormeño  | Perú | 2012 - 2014 | 50       | 6     |
| 8      | Unión Huaral   | Perú | 2015 - 2016 | 43       | 9     |
| 18     | Unión Huaral   | Perú | 2018        | 15       | 5     |
| 19     | Sport Victoria | Perú | 2019        |          |       |
|        | Unión Bujama   | Perú | 2022        |          |       |